# 袁润章
袁润章（1934年—2006年），男，湖南安化人，中国无机非金属材料专家，曾任武汉工业大学教授、博士生导师。